# Otto Ludwig
Otto Ludwig (Eisfeld, 12 febbraio 1813 – Dresda, 25 febbraio 1865) è stato uno scrittore e drammaturgo tedesco.
Fu uno dei più grandi drammaturghi dell'Ottocento, continuatore di Schiller e di Shakespeare.

## Biografia
Suo padre morì quando lui aveva dodici anni, e crebbe in condizioni svantaggiate. Si formò da autodidatta, dedicandosi inizialmente alla poesia e soprattutto alla musica, cogliendo l'attenzione del Duca di Sassonia-Meiningen con l'opera Die Köhlerin, che gli permine nel 1839 di continuare gli studi musicali con Felix Mendelssohn a Lipsia.
La cattiva salute e l'innata timidezza lo portarono ad abbandonare la carriera musicale e a concentrarsi esclusivamente agli studi letterari, scrivendo storie e drammi. Il dramma Der Erbförster (Il guardiano della foresta, 1850) ricevette considerazione immediata come accurato studio psicologico. A questo seguì Die Makkabäer (1852), nel quale il metodo realistico de Il guardiano della foresta venne applicato ad un evento storico, il che gli permise più ampia libertà letteraria.
Grazie a queste tragedie, a cui possono aggiungersi Die Rechte des Herzens e Das Fräulein von Scuderi, alla commedia Hans Frey, e ad un'incompleta tragedia su Agnes Bernauer, Ludwig si pone subito dopo Christian Friedrich Hebbel come più rinomato poeta drammatico tedesco della metà dell'800.
Nel frattempo, sposatosi e trasferitosi a Dresda, tornò a dedicarsi alla narrativa. Pubblicò una serie di storie sulla Turingia caratterizzate dalla stessa attenzione ai particolari e dall'accurata analisi psicologica dei suoi drammi. Tra queste, vi sono Die Heiteretei und ihr Widerspiel (1851), e il suo capolavoro, il romanzo Zwischen Himmel und Erde (Tra cielo e terra, 1855). In Shakespeare-Studien (pubblicato postumo nel 1871) Ludwig si dimostrò essere un critico capace.
La sua grande passione per Shakespeare lo portò a svalutare l'opera di Friedrich Schiller in contrasto con l'opinione prevalente dei suoi connazionali. Morì a Dresda nel 1865.